# Szymaniszki
Szymaniszki (pronunciación en polaco: /ʂɨmaˈɲiʂkʲi/) es un pueblo ubicado en el distrito administrativo de Gmina Brzeziny, dentro del Distrito de Brzeziny, Voivodato de Łódź, en Polonia central. Se encuentra aproximadamente a 6 kilómetros al noreste de Brzeziny y a 24 kilómetros al este de la capital regional Łódź.